# Trần Công Lại
Trần Công Lại (陳公賴, ?-1824) là võ tướng từ thời chúa Nguyễn Phúc Ánh (sau này là vua Gia Long) trong lịch sử Việt Nam.

## Tiểu sử
Trần Công Lại sinh trưởng ở huyện Thụy Nguyên, tỉnh Thanh Hóa. Khoảng cuối đời Hậu Lê, ông đầu quân, nhưng sau bỏ về quê, làm nghề buôn bán hoa quả để kiếm sống.
Không rõ năm nào Trần Công Lại di cư vào ở Vĩnh Bình, trực thuộc dinh Long Hồ (Vĩnh Long). Nhưng theo tài liệu thì nhân có việc bất bình với người anh rể, Trần Công Lại bèn bỏ nhà đi đầu quân chúa Nguyễn Phúc Ánh vào năm Bính Thân (1776. Nhờ có học, ông được bổ chức cai đội trong quân ngũ của tướng Châu Văn Tiếp, và năm sau (1777) thì ông được giữ đồn Giác Ngư bên bờ sông Sài Gòn.
Ông tham gia nhiều trận đánh nhau với quân Tây Sơn, lập được nhiều công, thăng dần đến chức Đô thống chế, tòng sự dưới quyền của Tả quân Lê Văn Duyệt.
Năm 1801, ông theo Lê Văn Duyệt ra tấn công Thị Nại, lập được công to.
Năm 1802, chúa Nguyễn Phúc Ánh tiêu diệt được nhà Tây Sơn, lên ngôi vua lấy hiệu là Gia Long.
Tổ chức việc cai trị, nhà vua cử Trần Công Lại làm Trấn thủ Sơn Nam Hạ, rồi đổi vào Nghệ An. Lãnh nhiệm bảo an dân chúng, ông lo việc tảo trừ trộm cướp, trừng trị cường hào ác bá, nên rất được lòng dân.
Năm 1810, Lê Chất làm Hiệp Tổng trấn Bắc Thành, Trần Công Lại được cử ra phụ việc.
Năm 1813, ông lại trở vào làm trấn thủ Thanh Hóa, vì phạm lỗi buộc phải xin từ chức.
Năm 1822, vua Minh Mạng cứu xét công lao, bổ ông làm Vệ úy trấn Vĩnh Thanh (lúc bấy giờ gồm An Giang và Vĩnh Long).
Làm việc siêng năng, tận tụy, lại có công đốc suất việc đào kênh Vĩnh Tế, ông được nhà vua cho phục chức thống chế như cũ. Theo tài liệu thì ông đã tham gia chỉ huy (chỉ huy chính là Nguyễn Văn Thoại) đào con kênh này vào giai đoạn 2 (tháng 2 năm 1823-tháng 4 năm 1823) và giai đoạn 3 (tháng 2 năm 1824-tháng 5 năm 1824), tức là giai đoạn hoàn thành công trình .
Kênh đào xong, thì Trần Công Lại mất (Giáp Thân, 1824), được truy tặng chức Đô thống.
Mộ phần ông hiện vẫn còn trong khuôn viên nhà dòng họ đạo Cái Nhum (ông theo đạo Công giáo, mang tên thánh Nicolas), thuộc xã Long Thới, huyện Chợ Lách, tỉnh Bến Tre.

## Sách tham khảo chính
- Huỳnh Minh, Vĩnh Long xưa. Nhà xuất bản Thanh Niên in lại năm 2002.
- Nguyễn Văn Hầu,  Thoại Ngọc Hầu và những cuộc khai phá miền Hâu Giang. Nhà xuất bản Hương Sen, Sài Gòn, không ghi năm xuất bản.
- Nhiều tác giả, Kỷ yếu Hội thảo khoa học danh nhân Thoại Ngọc Hầu do Hội khoa học Lịch sử Việt Nam, UBND tỉnh An Giang và UBND thành phố Đà Nẵng phối hợp tổ chức và ấn hành năm 2009. Trong bài viết tắt là "Kỷ yếu".